# 샤를의 법칙

부피와 온도의 관계

샤를의 법칙(영어: Charles's law)은 이상 기체의 성질에 관한 법칙이다. 1801년에 존 돌턴이, 1802년에 조제프 루이 게이뤼삭이 각각 독립적으로 발표하였는데, 게이뤼삭이 1787년경의 자크 알렉상드르 세사르 샤를의 미발표한 논문을 인용하면서 이 법칙을 샤를의 공으로 돌렸다.
샤를의 법칙은 이상 기체의 압력이 일정한 상태에서 V가 기체의 부피, T가 기체의 절대 온도, k가 상수값이라 할 때 다음 식이 성립한다는 것이다.
{\displaystyle V\propto T\,}
또는
{\displaystyle {\frac {V}{T}}=k}에서 V는 기체의 부피이고 T는 기체의 열역학적 온도이다. k는 비례상수이다.
이 법칙은 온도가 올라감에 따라 기체가 어떻게 팽창하는지를 설명한다. 반대로, 온도가 내려가면 부피가 감소한다. 2가지 다른 조건에서 동일한 물질을 비교하기 위해 이 법칙은 다음과 같이 쓸 수 있다.
{\displaystyle {\frac {V_{1}}{T_{1}}}={\frac {V_{2}}{T_{2}}}}
{\displaystyle {\frac {V_{2}}{V_{1}}}={\frac {T_{2}}{T_{1}}}}
{\displaystyle V_{1}T_{2}=V_{2}T_{1}.}
일정한 압력에서 기체의 온도를 높이면 부피가 증가하고 온도를 낮추면 부피가 감소한다.

## 발견
이 법칙의 이름은 1780년대에 자크 샤를의 미발표 연구서에서 처음 발견되어 그의 이름을 따서 지어졌다.
이후 1801년 존 돌턴은 10월 2일과 30일 사이에 연달아 발표한 두 개의 논문에서 기체가 두 개의 고정된 온도 사이에서 같은 양에 의해 팽창된다라는 것을 실험으로 입증하였다. 프랑스의 자연철학자 조제프 루이 게이뤼삭은 1802년 1월 31일 프랑스 국가 기관에서 같은 내용의 연구 결과를 발표하였는데 그 공을 자크 샤를이 1780년대에 저술한 미발표 연구서에 돌렸다. 그러나 이 기본 원리는 이미 기욤 아몽통과 프랜시스 헉스비에 의해 이미 백여년 전에 설명된 바 있다.
돌턴은 휘발성 액체의 증기를 포함하여 모든 기체에 샤를의 법칙이 적용된다는 것을 실험적으로 보여준 첫 번째 인물이며, 이로부터 1년 후에 게이뤼삭 역시 같은 현상을 발견한다. 그러나 서로 다른 온도를 가진 두 수증기로만 실험한 게이뤼삭은 이 관계가 일차 함수라는 것은 알아내지 못했다. 돌턴과 게이뤼삭의 결론은 수학적으로 다음과 같이 나타낼 수 있다.
{\displaystyle V_{100}-V_{0}=kV_{0}\,}
이 때 V100은 주어진 기체가 섭씨 100도에서 차지하는 차지되는 부피를, V0은 같은 샘플이 섭씨 0도에서 차지하는 부피이다. 그리고 k는 일정한 압력에서 모든 기체가 같은 값을 가지는 상수이다. 딱 보면 알겠지만 이 방정식에는 온도에 대한 변수가 없어서 현재 알려져 있는 샤를의 법칙과는 다른 모습이다. k에 대한 게이뤼삭과 돌턴이 계산한 값(1⁄2.6666)은 현재 이론적으로 입증된 값(1⁄2.7315)와 현저하게 가까운 수치이다. 게이뤼삭은 이 공로를 1787년에 자크 샤를이 작성한 미발표 연구서에 돌렸다. 그러나 이를 입증할 만한 객관적 기록의 부재로, 당시에는 샤를의 이름을 따 이 법칙을 명명하는데 어려움이 있었다.
게이뤼삭의 두 온도의 증기에 대해서만 연구한데 비해 돌턴은 두 개를 더 추가해 총 네 온도를 대상으로 같은 법칙을 얻어냈다. 그러나 당대에는 수은 온도계의 부정확성에 대해 알려지지 않았어서 돌턴은 증기에 대해서는"탄력성이 있는 유체는 화씨 180도까지는 1370에서 1380개의 부분들로 동일한 규칙을 따르며 팽창한다"고 주장할 수 있었지만 기타 기체에 대해서는 그러지 못했다.

## 절대 영도와의 관계
샤를의 법칙은 기체의 부피가 0이 되는 온도가 있다는 사실을 암시한다. 게이뤼삭에 따르면 이는 섭씨 –266.66도이며, 현대 과학에 의하면 섭씨 −273.15도이다. 기체의 부피가 0이 된다는 사실은 직관에 위배되기 때문에 게이뤼삭은 낮은 온도에서는 샤를의 법칙이 적용되지 않는다고 덧붙였다. 공기의 액화현상이 1877년에 발견되었기 때문에 게이뤼삭과 돌턴은 수소 등 공기의 일부 구성성분들은 항상 기체상태로 존재한다고 믿었다.
그러나 윌리엄 톰슨은 1848년에 이를 두고 실제로 공기의 부피가 0이 될 수 있을지도 모른다고 생각했다. 그러나 이 때 섭씨 −273.15도가 절대영도라고 주장하기 위해 샤를의 법칙은 단지 직관을 제공하는 용도로만 사용했고, 1852년에 열역학 제2법칙을 통해 절대 영도에 대한 더 구체적인 설명을 덧붙인다. 실제로 톰슨은 샤를의 법칙에서 제공하는 온도는 공기의 부피가 0이 되는 지점보다는 도달가능한 온도의 하한을 제공한다고 해석했다. 샤를의 법칙과 열역학 제2법칙이 동치임은 루트비히 볼츠만이 1870년에 엔트로피를 통계역학적으로 해석함으로써 증명한다.

## 운동론과의 관계
기체 분자 운동론은 기체의 거시적 특성과 관련이 있다. 예를 들어 압력과 부피는 기체, 특히 질량과 분자의 속도를 구성와 관련이 있다. 운동론으로부터 샤를의 법칙을 얻기 위해서 온도를 세심하게 정의할 필요가 있다. 이렇게 정의한 온도는 기체분자의 평균 운동론에 비례하는 온도로 유용하게 사용된다. 이러한 정의 하에서 샤를의 법칙은 자연스레 유도된다. 이상기체 법칙과 기체 분자 운동론을 조합하면 PV와 에너지 사이의 관계식을 다음과 같이 얻을 수 있다.
{\displaystyle PV={\frac {2}{3}}N{\bar {E_{\rm {k}}}}\,}

## 같이 보기
- 기체
- 보일의 법칙
- 보일-샤를의 법칙
- 게이뤼삭의 법칙

## 참고 문헌
- Krönig, A. (1856), “Grundzüge einer Theorie der Gase”, 《Annalen der Physik》 001 (10): 315–22, Bibcode:1856AnP...175..315K, doi:10.1002/andp.18561751008. Facsimile at the Bibliothèque nationale de France (pp. 315–22).
- Clausius, R. (1857), “Ueber die Art der Bewegung, welche wir Wärme nennen”, 《Annalen der Physik und Chemie》 176 (3): 353–79, Bibcode:1857AnP...176..353C, doi:10.1002/andp.18571760302. Facsimile at the Bibliothèque nationale de France (pp. 353–79).
- 《Joseph Louis Gay-Lussac – Liste de ses communications》, 2005년 10월 23일에 원본 문서에서 보존된 문서 . (프랑스어)